# North of Tyne
Il Nord del Tyne è un’autorità combinata del Regno Unito istituita il 2 novembre 2018, comprendente tre distretti.
In realtà, essa è formata da una contea e due distretti metropolitani ed è nata come spin-off della comunità del Nord Est.
La popolazione complessiva del North of Tyne è di circa 830 000 abitanti.

## Autorità
La struttura dell’autorità è molto snella, ma al contempo rispettosa della democrazia, essendo composta dai tre capi locali, i leader dei tre distretti compresa la sindaca del North Tyneside, ma venendo guidata da un sindaco comune eletto direttamente dai cittadini ogni quattro anni.
Al pari delle altre autorità combinate i suoi compiti riguardano la pianificazione edilizia comune e i trasporti.
Ne è prevista l’abolizione nel 2024 per confluire in una nuova grandiosa più ampia autorità sindacale della contea metropolitana del Tyne and Wear.

## Distretti
- Newcastle upon Tyne
- North Tyneside
- Northumberland